# آپ‌تاک
آپ‌تاک (به انگلیسی: Upptalk) (که پیش‌تر با نام یولُپ (به انگلیسی: Yuilop) شناخته می‌شد) یک سرویس صدا روی پروتکل اینترنت مالکیتی و نرم‌افزار کاربردی است که شماره‌های تلفن همراه را در بستر ابری فراهم می‌کند و به کاربران این امکان را می‌دهد تا با هر تلفنی به‌طور رایگان تماس بگیرند یا پیامک بزنند دستگاه گیرندهٔ پیام و تماس نیز باید یولپ را داشته باشد مگرنه رایگان نخواهد بود.
یولپ شماره تلفن‌هایی برای هر دستگاه در اینترنت (IP) فراهم می‌کند تا برای تلفن‌های معمولی، تلفن‌های همراه و تلفن‌های ثابت در دسترس باشد. تماس و چت برای کاربران دارای برنامه رایگان می‌باشد. آپتاک دارای ویژگی‌های افزوده مانند پیام‌رسانی فوری، گپ گروهی و اشتراک گذاری جایگاه و تصویر است. رقیبان این برنامه اسکایپ، وایبر و گوگل ویس است.